# Летсуърт
Летсуърт (на английски: Lettsworth) е селище в енория Поант Купе, Луизиана, Съединените американски щати.
Разположено е на левия бряг на река Ачафалая. Населението му е около 200 души (2005).

## Личности
- Бъди Гай (р. 1936), блус и рок-китарист